# Canard d'Aylesbury
Vous lisez un « bon article » labellisé en 2012.
Le canard d'Aylesbury est une race de canards domestiques d'origine anglaise, élevée principalement pour sa viande. C'est un canard de grande taille, au plumage blanc, au bec rose et aux pieds et pattes orange. Il a un bréchet particulièrement développé et tient son corps bien parallèle au sol. Les origines précises de la race sont mal connues, mais l'élevage de canards est devenu populaire à Aylesbury, dans le Buckinghamshire, au cours du XVIIIe siècle, alors que la demande en plumes blanches était de plus en plus importante pour approvisionner l'industrie des oreillers. Tout au long du XIXe siècle, les canards de la région ont été sélectionnés sur leur taille, leur morphologie et leur couleur, pour donner la population que l'on connaît aujourd'hui comme le canard d'Aylesbury.
L'élevage de canards devient une industrie majeure dans les fermes de la région d'Aylesbury au XIXe siècle. Les œufs fertilisés sont achetés dans le quartier de la ville appelé « Duck End », où les habitants élèvent les canetons dans leurs maisons. L'arrivée du chemin de fer à Aylesbury en 1839 permet de faciliter le transport vers Londres sans trop de frais et l'élevage du canard devient alors économiquement très intéressant. Dans les années 1860, l'industrie du canard commence à se développer dans les villes et villages à proximité d'Aylesbury, tandis qu'elle commence à décliner dans la ville elle-même.
En 1873, le canard de Pékin est introduit au Royaume-Uni. Quoique la viande de ce dernier soit moins savoureuse que celle du canard d'Aylesbury, il s'impose petit à petit du fait de sa rusticité et de la possibilité de l'élever à moindre coût. Plusieurs éleveurs utilisent dès lors le canard de Pékin ou des croisements entre canard de Pékin et canard d'Aylesbury. Au début du XXe siècle, la concurrence du canard de Pékin, la consanguinité, les maladies qui touchent les canards d'Aylesbury de race pure et le coût de plus en plus important de l'alimentation entraînent le déclin de son élevage.
La Seconde Guerre mondiale finit de porter préjudice à cette industrie, puisque seules quelques grandes fermes continuent à produire dans le Buckinghamshire, tandis que les petits producteurs sont anéantis. La corruption causée par la guerre met à mal cette industrie. Dans les années 1950 il reste un seul élevage majeur de canards d'Aylesbury dans le Buckinghamshire et, en 1966, le canard n'existe plus dans sa ville d'origine. Quoi qu'il n'existe plus qu'un seul élevage d'importance du canard d'Aylesbury au Royaume-Uni et que la race soit fortement menacée aux États-Unis, cet animal demeure un symbole de la ville éponyme et apparaît d'ailleurs sur son blason et sur le logo du club de football d'Aylesbury United.

## Histoire

### Origine
L'origine précise du canard d'Aylesbury est peu connue. Avant le XVIIIe siècle, les races de canards étaient rarement répertoriées en Angleterre, et le canard domestique que l'on trouvait alors dans les fermes était la forme domestiquée du mulard. On trouvait une grande variété de couleurs chez ces canards, et comme dans la nature on pouvait trouver des canards entièrement blancs. Ces derniers étaient particulièrement prisés, car leurs plumes étaient utilisées pour remplir les oreillers.
Au XVIIIe siècle, la sélection de canards pour leur couleur blanche conduit à obtenir un canard domestique intégralement blanc aux caractères stabilisés, connu comme l'« English White ». Depuis au moins les années 1690, des canards sont élevés à Aylesbury, et l'English White devient très populaire dans cette ville et dans les villes environnantes. En 1813, on écrit que « les canards constituent une importante matière première sur les marchés à Aylesbury et dans ses environs : ils sont blancs et tiennent cela d'une vieille race ; ils sont élevés et vendus par de pauvres gens et envoyés à Londres toutes les semaines ». Les éleveurs de canards d'Aylesbury font tout ce qui est dans leurs moyens pour éviter que les canards ne perdent leur couleur blanche, les tenant à l'écart des eaux sales, des sols riches en fer et du soleil trop brillant, qui pourraient décolorer leurs précieuses plumes. Au fil du temps, la sélection de ces canards sur leur taille et la couleur de leurs plumes conduit à obtenir une nouvelle race à partir du canard English White, le canard d'Aylesbury.

### Développement à la fin duXIXesiècle
En 1845, le premier concours national de volailles se tient au zoo de Londres. Parmi les catégories de volailles représentées on trouve l'« Aylesbury ou autre variété blanche ». L'intérêt que porte la reine Victoria à l'élevage de volaille et la présence de volaille lors de l'exposition universelle de 1851 contribue à accroître la popularité de ces animaux. À partir de 1853 la Royal Agricultural Society et la Bath and West of England Society, les deux principales associations agricoles de l'époque, incluent des sections volailles dans leurs concours annuels. De plus petites exhibitions pour volailles se développent alors dans les campagnes.
Les éleveurs choisissent parmi les canetons éclos de mars à avril ceux qui sont le plus à même de concourir, et on leur donne une attention toute particulière. Leur alimentation va être particulièrement surveillée afin qu'ils atteignent un poids maximum, et sont autorisés à sortir dehors plusieurs heures par jour pour se maintenir en bonne condition physique. Avant le concours, on lave leurs pattes, leur bec est lissé avec du papier de verre et leurs plumes brossées avec de l'huile de lin. Tandis que la plupart des éleveurs donnent un repas sain avant le concours pour que les animaux soient calmes, certains les gavent avec des saucisses pour qu'ils soient le plus lourds possible. Le canard d'Aylesbury est jugé sur sa taille, sa forme et sa couleur. Cela encourage à élever des canards les plus lourds possibles, avec des bréchets exagérés et une peau lâche. Au début du XXe siècle le canard d'Aylesbury diverge en deux lignées, une élevée pour les concours et une pour la viande.

### Concurrence des canards de Pékin

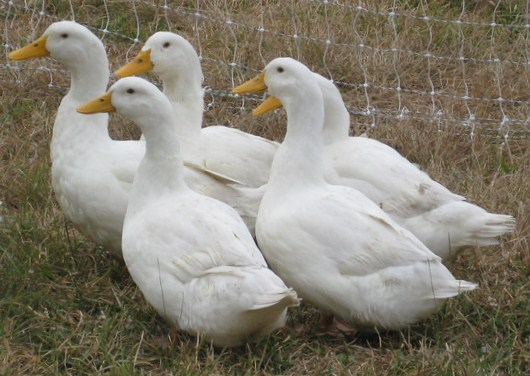
Le canard de Pékin ressemble fortement au canard d'Aylesbury, mais son bec est orange et sa posture est moins horizontale.

En 1873, le canard de Pékin est pour la première fois introduit en Grande-Bretagne en provenance de Chine. En apparence, il semble dans un premier temps très similaire au canard d'Aylesbury, mais il s'en différencie par son bec et ses pattes orange, placées plus en arrière du corps et qui lui donnent une posture plus dressée. Il est lui aussi entièrement blanc. Bien que sa viande ne soit pas aussi savoureuse pour les gourmets que celle du canard d'Aylesbury, le canard de Pékin est plus rustique, plus prolifique, s'engraisse plus rapidement et fait à peu près la même taille[Laquelle ?] que l'Aylesbury à neuf semaines.
Les canards d'Aylesbury deviennent quant à eux de plus en plus sujets à la consanguinité, ce qui se traduit par de moins en moins d’œufs fertiles et des canards plus sensibles aux maladies,. Les standards de concours tendent à orienter vers la recherche d'un bréchet sur-développé, même si cela ne plait pas aux acheteurs et aux consommateurs. Lors de ces concours, les juges sont admiratifs devant le long cou et la posture plus dressée du canard de Pékin, qu'ils préfèrent à la stature en forme de bateau de l'Aylesbury. Certains éleveurs de la région d'Aylesbury pratiquent dès lors des croisements entre leur canard et le canard de Pékin. Bien que la viande de ces canards croisés n'ait pas, aux dires des connaisseurs, la saveur de la viande d'Aylesbury pure, ils sont plus rustiques et moins chers à engraisser et s'imposent petit à petit sur les marchés.
Jusqu'au milieu du XIXe siècle, l'élevage de canards était concentré dans le quartier de Duck End, mais à partir des années 1860 il se développe dans les villes et villages alentour, notamment à Weston Turville et Haddenham. La forte contamination des sols par des années d'élevage de canards a conduit à la mise en place d'une nouvelle réglementation qui cause la fin de certaines pratiques traditionnelles. C'est pourquoi cette industrie décline petit à petit à Duck End, et dans les années 1890 la majorité des canards d'Aylesbury sont élevés dans des villages plutôt que dans la ville en elle-même. Les mouvements de population et le réseau de chemin de fer de plus en plus performant n'obligent plus les canards à être produits à proximité de Londres, et de grands élevages se développent dans le Lancashire, le Norfolk et le Lincolnshire. Quoique le nombre de canards élevés dans le pays continue à croître, entre 1890 et 1900 le nombre de canards élevés à Aylesbury reste stable et, à partir de 1900 il commence même à décliner.

### Déclin

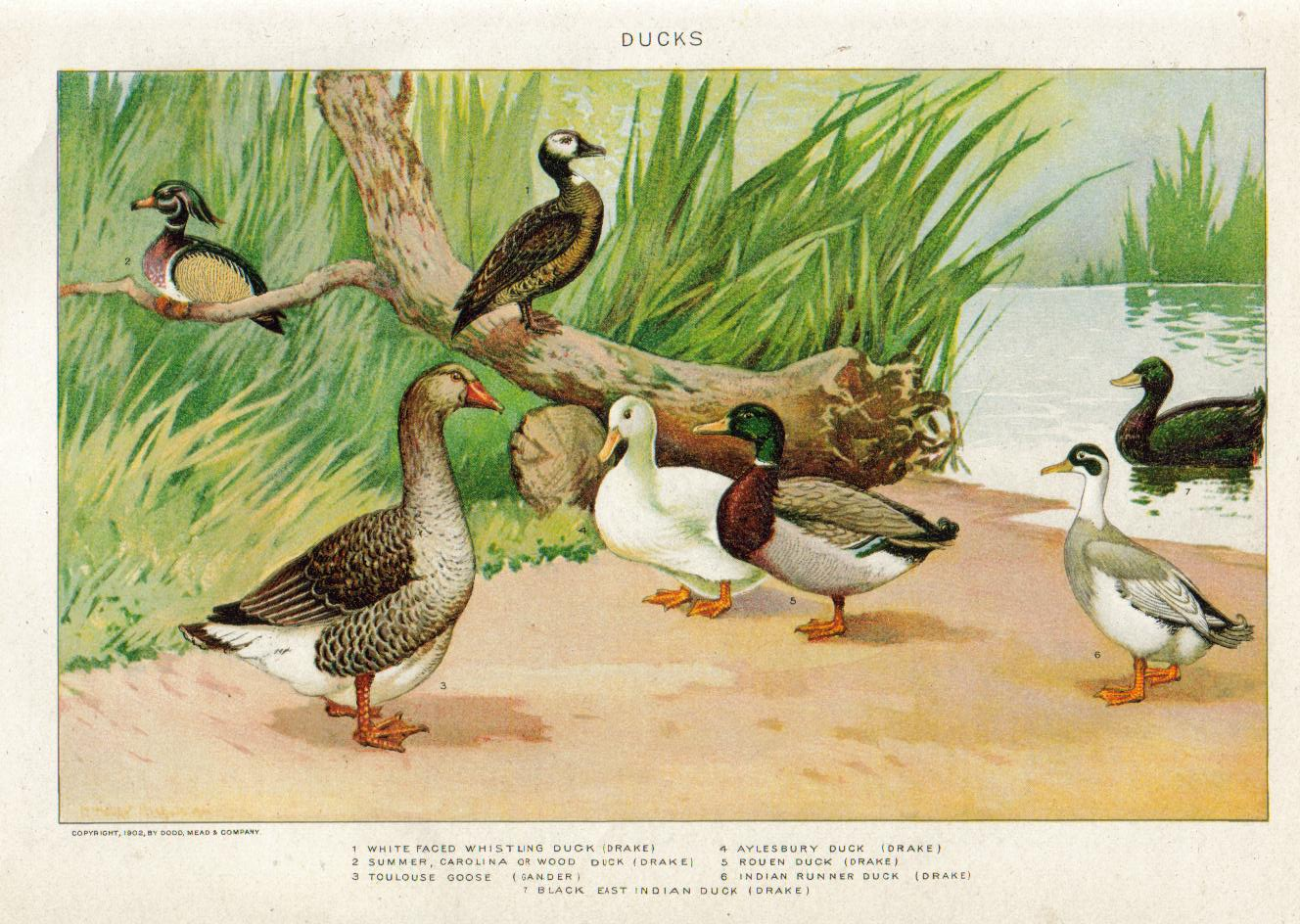
La présence d'un canard d'Aylesbury sur cette planche d'encyclopédie de 1902 montre que cette race gardait une certaine importance au début du siècle.

En 1908, le conte de Beatrix Potter Le conte de Sophie Canétang, racontant l'histoire d'un canard d'Aylesbury en Cumbria, redonne un certain intérêt à la race alors que celle-ci est en rapide déclin. Les éleveurs de canards du Buckinghamshire ne sont pas parvenus à intégrer dans leurs élevages les technologies modernes qui se développent partout ailleurs comme la couveuse, et la consanguinité qui règne dans la race la fragilise fortement,. Par ailleurs, le prix des aliments pour volaille a fortement augmenté au cours du XIXe siècle, et en 1873 la compétition entre le canard d'Aylesbury et le canard de Pékin ou les croisements dans lequel ce dernier est impliqué se fait de plus en plus pressante et fait, petit à petit, disparaître le premier cité des marchés.
La Première Guerre mondiale voit disparaître les quelques élevages du Buckinghamshire. En effet le prix de la nourriture pour canards augmente de plus en plus tandis que la demande pour ce type de viande s'amenuise et la restructuration liée à la guerre met fin à l'avantageux système mis en place avec le chemin de fer. À la fin de la guerre il n'y a plus de petits élevages de canard d'Aylesbury dans la ville éponyme, et seules quelques grandes structures continuent à l'élever. Les pénuries de nourriture pour canards de la Seconde Guerre mondiale portent un nouveau coup à la race, et presque toutes les grandes fermes persistantes aux alentours d'Aylesbury disparaissent alors. Une campagne consacrée à la race a lieu en 1950 sous le nom « Aylesbury Duckling Day » pour lui redonner de l'attrait et éviter sa disparition, mais sans réel effet. Ainsi, à la fin des années 1950 la plupart des grandes fermes de canards d'Aylesbury ont fermé, et on ne trouve plus qu'un seul cheptel d'importance à Chesham appartenant à Mr L. T. Waller. En 1966, on ne trouve plus aucun canard de cette race dans la ville d'Aylesbury. La ferme de la famille Waller dans le Chesham reste alors la seule ferme en activité à utiliser le canard d'Aylesbury en race pure.
Le canard d'Aylesbury a été importé aux États-Unis à partir 1840, mais n'y est jamais devenu réellement populaire. En 2009, la race est déclarée menacée aux États-Unis par l'American Livestock Breeds Conservancy

## Description

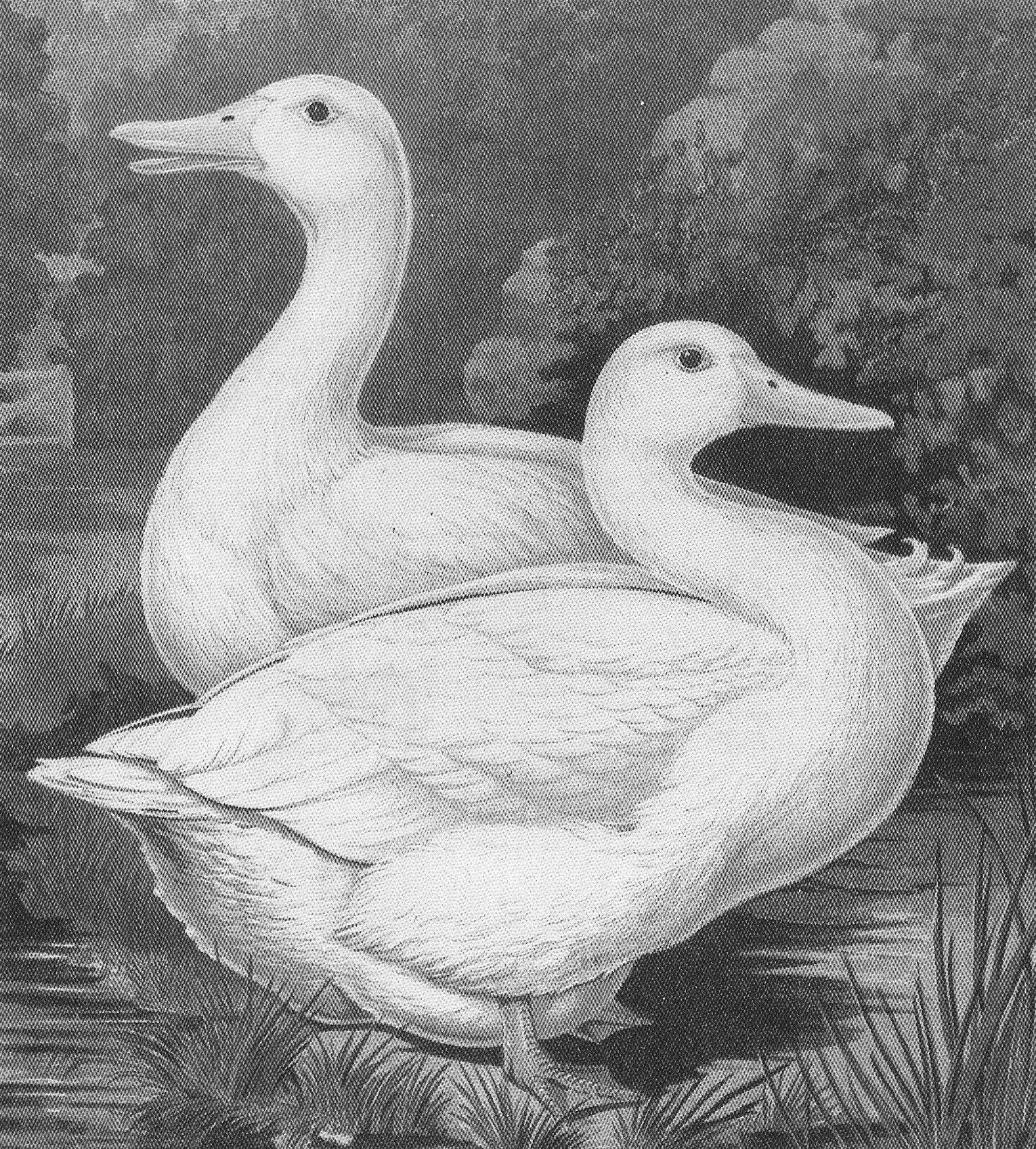
Lithographie représentant deux canards d'Aylesbury.

Le canard d'Aylesbury est un canard de grande taille. Son plumage est bien blanc, tandis que ses pattes sont orange. Ces dernières sont placées au milieu du corps, ce qui lui donne une stature horizontale, bien parallèle au sol,. Son cou est long et fin, de forme similaire à celui d'un cygne, et sa tête se termine par un bec long et rose,.
Il faut vingt-huit jours d'incubation avant que l'œuf éclose. Jusqu'à huit semaines après l'éclosion, quand vient le temps de leur première mue, on ne peut pratiquement pas distinguer les mâles des femelles. Après la mue, les mâles présentent deux ou trois plumes courbées au bout de la queue et leur cri est moins puissant. À l'âge d'un an, mâles et femelles atteignent un poids de respectivement 3,2 et 2,7 kg, mais les mâles peuvent atteindre jusqu'à 4,5 kg,.
À la différence du canard de Rouen, une autre race de canard réputée pour sa viande dans l'Angleterre du XIXe siècle, les canards d'Aylesbury pondent à partir de début novembre. Les canetons profitent rapidement, et pèsent environ 2,3 kg à l'âge de seulement huit semaines. Ils sont alors assez lourds pour être abattus, et encore très jeunes ce qui fait que leur viande est extrêmement tendre. Ainsi, celle-ci arrive sur les marchés dès le mois de février, soit à la fin de la saison de chasse alors que le gibier se fait plus rare dans les assiettes, et avant que les premiers poulets n'arrivent sur les étals. Les canards de Rouen, également issus du canard colvert, mais qui ont une valeur nettement moindre du fait de leur coloration, pondent à partir de début février et nécessitent six mois d'engraissement avant de pouvoir être abattus. En conséquence, tandis que les canards d'Aylesbury sont surtout vendus au printemps et en été, les canards de Rouen sont commercialisés à l'automne et en hiver,.

## Élevage
« Le canard blanc d'Aylesbury est, à juste titre, le favori absolu. Son plumage blanc comme la neige et son comportement docile en font un hôte de valeur pour la basse-cour, tandis que sa poitrine profonde et large et son dos ample vous assurent de ne pas être déçu lorsque viendra l'heure de le tuer. Dans certains zones du Buckinghamshire, ce membre de la famille des canards est élevé de manière extensive ; non pas dans des plaines mais à l'intérieur de chaumières. Le long des murs du salon, et même de la chambre, sont fixés des claies formant de petits box, contenant du foin, et il revient à la femme et aux enfants de nourrir et soigner les hôtes emplumés, de nourrir les petits canetons et d'emmener les plus grands dehors pour qu'ils prennent l'air. Ces canards sont parfois la propriété des habitants, mais plus souvent c'est un éleveur extérieur qui les leur confie moyennant une rémunération proportionnelle au nombre de canetons correctement élevés. Pour être parfait le canard d'Aylesbury doit être dodu, d'un blanc immaculé, avec les pattes jaunes et un bec de couleur vive. »

— Isabella Beeton, Mrs Beeton's Book of Household Management, 1861
À la différence de ce qui se pratique pour la plupart des autres animaux d'élevage en Angleterre à cette époque, les « naisseurs » et les « engraisseurs » de canards forment deux groupes distincts.

### Conduite des animaux reproducteurs
Les canards reproducteurs sont élevés dans des fermes aux alentours de Aylesbury Vale, loin de la pollution qui touche l'air et l'eau de la ville. Ainsi, les canards sont en très bonne santé, et donc aptes à pondre le maximum d'œufs fertilisés. Les animaux reproducteurs sont choisis parmi les canetons éclos au mois de mars, chaque éleveur gardant généralement six mâles pour vingt canes. Les femelles seront conservées un an avant de pouvoir être mises à la reproduction, généralement avec un mâle plus âgé. Elles sont ensuite rapidement remplacées pour éviter les problèmes de consanguinité. Les canards reproducteurs peuvent se déplacer librement pendant la journée, et se rendent dans des étangs des environs qui, quoi qu'ils soient privés, sont gérés comme des biens publics par les éleveurs de canards, chaque éleveur marquant ses animaux sur la tête ou le cou pour pouvoir les reconnaître facilement. Ils se nourrissent d'insectes de végétaux et sont complémentés avec des aliments d'origine industrielle. Les canards sont rentrés pour la nuit car c'est à ce moment que les canes pondent.
On ne laisse pas les canes d'Aylesbury couver leurs œufs pendant vingt-huit jours : ceux-ci sont collectés et transférés chez d'autres éleveurs, qui vont se charger de les faire éclore, de soigner les canetons et de les engraisser.

### Élevage des animaux destinés à l'engraissement
Les éleveurs d'Aylesbury, appelés « duckers » en anglais, achètent les œufs aux éleveurs chargés de la reproduction, ou se font payer par eux pour élever les animaux. Ils élèvent les canetons chez eux, souvent dans leur propre maison, entre novembre et août. Ce sont généralement des ouvriers et l'élevage de canards constitue pour eux une source de revenu supplémentaire. Ce sont les femmes, qui restent toute la journée au foyer, qui réalisent la majeure partie des tâches liées à cette activité, notamment les soins aux canetons.
Les œufs sont groupés par treize et placés sous une poule qui va les couver,. Durant la dernière des quatre semaines d'incubation, ils sont aspergés tous les jours d'eau chaude pour ramollir un peu la coquille et permettre aux canetons d'éclore plus facilement.
Les canetons d'Aylesbury juste éclos sont peureux et préfèrent vivre en petits groupes, c'est pourquoi les éleveurs les regroupent par quatre ou cinq, chaque groupe étant accompagné par une poule. Au fur et à mesure que les canetons grandissent et prennent de l'assurance, on les rassemble pour former des troupeaux d'environ trente canards. À l'origine, les canards étaient placés dans chaque pièce de la maison, mais à partir de la fin du XIXe siècle, ils sont regroupés dans des enclos à l'extérieur et dans des hangars, avec des protections contre le froid.
L'objectif du ducker est d'obtenir des canards les plus gros possibles après huit semaines, c'est-à-dire l'âge de la première mue, moment auquel ils sont généralement abattus, en les alimentant de façon à ne pas trop développer leurs os ou avoir trop de gras dans leur viande. Durant leur première semaine après l'éclosion les canetons sont nourris d'œufs bouillis, de pain trempé, de riz bouilli et de foie de bovin. À partir de la seconde semaine de vie leur ration est peu à peu remplacée par de la farine d'orge et du riz bouilli mélangés à des résidus industriels de graisses. Cette ration fortement concentrée en protéines est complémentée avec des orties, du chou et de la laitue pour apporter des vitamines,. Comme le reste de la volaille, les canards ont besoin d'un peu de sable dans leur alimentation pour que leur gésier fonctionne bien et rendre leur ration la plus digeste possible. C'est pourquoi l'eau de boisson des canetons est chargée de sable de Long Marston et Gubblecote. C'est aussi ce sable qui donne au bec du canard d'Aylesbury sa couleur rose caractéristique. Environ 85 % des canetons vont survivre à ces huit semaines et vont pouvoir être vendus sur les marchés.

« Il est très agréable de voir un troupeau de jeunes canards se promener librement le long des rues du village et nager sur une mare ; cela va leur permettre, à l'heure venue, de mettre leur plumage[pas clair]. Souvent le troupeau traverse la route et tout le trafic du village est bloqué, tandis que les canards déambulent lentement pour traverser. »

— Walter Rose décrivant les canards à Haddenham, vers 1925
Les canards sont des oiseaux naturellement aquatiques, mais il peut être dangereux pour les canetons d'aller nager et cela peut limiter légèrement leur croissance. Ainsi, quoique les duckers veillent à ce que les canetons aient à leur disposition un évier pour barboter, ils les tiennent éloignés des points d'eau. Peu de temps avant l'abattage, les canards sont tout de même amenés à prendre un bain dans un étang, ce qui va permettre de les plumer plus facilement.
Quoi qu'il eût existé quelques élevages de grande taille à Aylesbury, élevant plusieurs milliers de canards, la majorité des éleveurs géraient de petites structures produisant quatre cents à mille canards par an. Cette activité étant généralement secondaire dans les foyers, elle n'était pas toujours recensée et il n'est pas possible de savoir combien de personnes exactement élevaient des canards. Ainsi aucun éleveur de canard n'est enregistré à Aylesbury en 1864, mais un livre de 1885 indique que : « Au début du XIXe siècle, presque tous les habitants du quartier de "Duck End" élèvent des canards. Dans un salon, il n'est pas étonnant de trouver des canards de différents âges, fermés dans des enclos et monopolisant une grande partie de l'espace de l'appartement, tandis que les œufs prêts à éclore sont souvent précautionneusement installés dans la chambre ».

« Un pauvre homme auquel j'ai rendu visite avait devant sa porte un petit bac d'eau de presque trois mètres de long sur un mètre de large. À deux coins de ce bac étaient placés des abris en chaume pour les canards. La nuit les canards étaient rentrés dans la maison. Dans la seule pièce dont disposait cet homme pour vivre, on trouvait des canards de trois âges différents, le 14 janvier 1808, engraissés pour le marché de Londres. Dans un coin de la pièce se trouvaient dix-sept ou dix-huit canards de quatre semaines, dans un autre une couvée juste éclose de la veille et dans un troisième coin des canards d'une semaine. Dans la chambre, des poules couvaient les œufs de canards dans des boîtes, afin que les ventes soient étalées dans l'année. »

— Révérend Richard Parkinson St. John Priest, secrétaire de la société d'agriculture de Norfolk, faisant un rapport sur Aylesbury devant le Board of Agriculture and Internal Improvement, 1813
Le quartier de Duck End était l'un des plus pauvres d'Aylesbury. Jusqu'à la fin du XIXe siècle il n'y a pas d'égouts ou de collecte des déchets. Le quartier compte alors de nombreux fossés où l'eau stagne et les épidémies de malaria et de choléra sont courantes. Les chaumières n'ont pas d'aération ou d'éclairage adéquats, non plus que d'eau courante. Les fèces des canards imprègnent le sol et s'infiltrent entre les fissures des planchers.

### Abattage et vente
Lorsque les canards sont en âge d'être abattus, les éleveurs se chargent généralement eux-mêmes de cette tâche. L'abattage a lieu le matin pour que les canards soient vendus sur le marché le soir. Pour que la viande soit la plus blanche possible, les canards sont suspendus la tête en bas, puis on leur brise la nuque. De cette façon leur sang se dirige vers la tête. Ils sont gardés dans cette position pendant dix minutes avant d'être plumés, sans quoi le sang irait dans les parties du corps où les plumes ont été retirées. Ce sont les femmes de la maison qui s'occupent de plumer les animaux. Les carcasses sont ensuite envoyées au marché, et les plumes vendues directement à des marchands londoniens.
Le marché de la viande de canard est peu important à Aylesbury et les canards sont généralement envoyés vers Londres pour être vendus. Dans les années 1750, Richard Pococke écrit que quatre charretées de canards partent d'Aylesbury pour Londres chaque samedi et, à la fin du XVIIIe siècle et au début du XIXe siècle, les canards continuent à être envoyés à travers les Chilterns pour rejoindre Londres en charrette.
Le 15 juin 1839, Sir Harry Verney, entrepreneur et membre du Parlement du Royaume-Uni de Buckingham, ouvre la ligne ferroviaire Aylesbury-Cheddington. Construite sous la direction de Robert Stephenson, elle rejoint la ligne reliant Londres à Birmingham et va de la gare de Cheddington à la gare d'Aylesbury High Street dans l'est de la ville. Le 1er octobre 1863, le Wycombe Railway construit également une ligne reliant Princes Risborough à une gare de l'ouest de la ville d'Aylesbury. L'arrivée du chemin de fer a un impact important sur l'industrie du canard, car, désormais, plus d'une tonne de canards peut être envoyée au marché de Londres en une nuit.
Un système se met petit à petit en place, au sein duquel les vendeurs de Londres fournissent des étiquettes aux producteurs de canards avec lesquelles ceux-ci marquent leurs animaux avec l'étiquette du vendeur choisi. La compagnie de chemin de fer collecte les canards et les emmène à Londres contre une petite taxe. Cela arrange à la fois les producteurs, qui n'ont pas besoin de se rendre à Londres pour amener les canards et les vendeurs, qui n'ont pas besoin de les collecter ; la rentabilité de cette industrie est ainsi augmentée. En 1870 l'industrie du canard rapporte 20 000 £ par an à Aylesbury et un producteur moyen réalise un profit de 80 à 200 £ par an

## Le canard d'Aylesbury dans la culture

Logo du club de football Aylesbury United F.C.

Le canard d'Aylesbury demeure encore aujourd'hui un emblème de la ville éponyme. Ainsi les joueurs de l'équipe de football de la ville, l'Aylesbury United F.C., sont-ils surnommés « The Ducks » (« les canards ») et un canard figure sur le logo du club. Le blason de la ville comporte un canard d'Aylesbury et de la paille tressée, en référence aux deux industries traditionnellement associées à la ville. L'Aylesbury Brewery Company, brasserie aujourd'hui disparue, présentait également un canard d'Aylesbury sur son logo, que l'on peut encore voir dans les pubs anglais. Duck Farm Court est une zone commerciale d'Aylesbury située dans le quartier de California, à proximité d'une zone où l'élevage de canard était très important et deux pubs de la ville ont porté le nom de « The Duck » récemment, un à Bedgrove, démoli depuis, et un à Jackson Road, qui a été renommé.